# Gastone Novelli (calciatore)
Gastone Novelli (fl. XX secolo) è stato un calciatore italiano, di ruolo centrocampista.

## Carriera
Con il Pisa disputa 6 gare nel campionato di Prima Divisione 1922-1923.